# Ферингенштадт
Ферингенштадт (нем. Veringenstadt) — город в Германии, в земле Баден-Вюртемберг. 
Подчинён административному округу Тюбинген. Входит в состав района Зигмаринген.  Население составляет 2227 человек (на 31 декабря 2010 года). Занимает площадь 31,24 км². Официальный код  —  08 4 37 114.